# Cerkiew Spaska na Berestowie

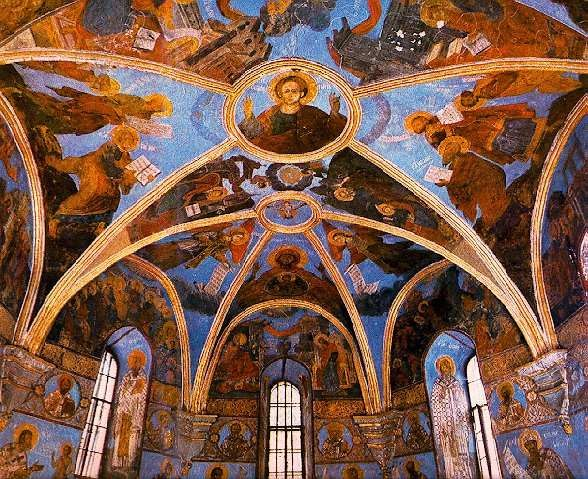
Freski w cerkwi

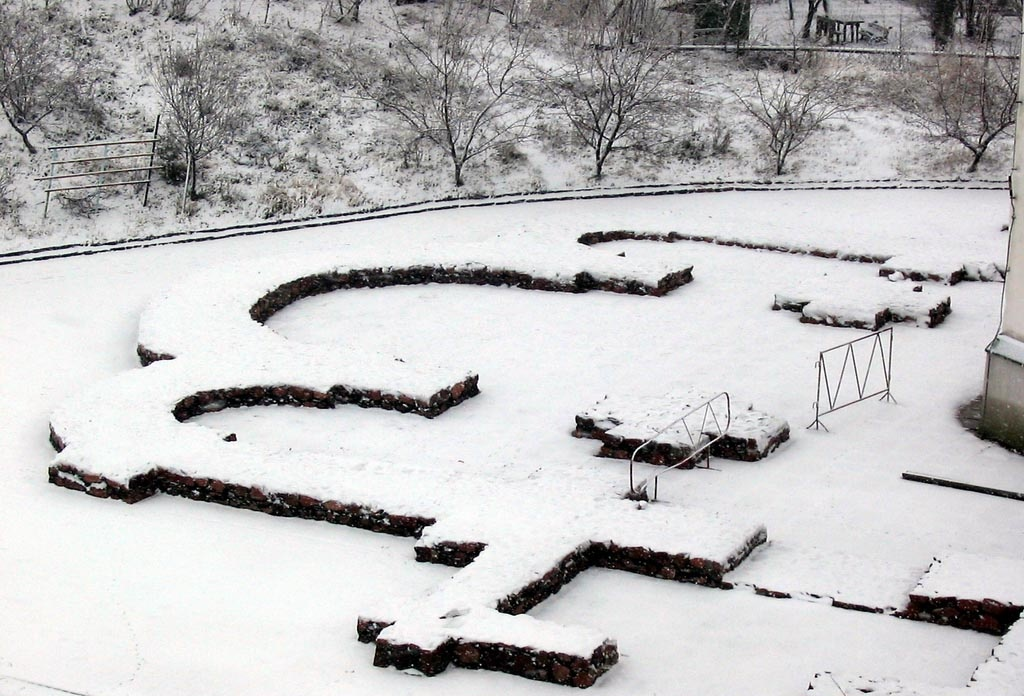
Fundamenty niezachowanych absyd cerkwi

Cerkiew Spaska na Berestowie (także: Cerkiew Zbawiciela na Berestowie, ukr. Церква Спаса на Берестові) – cerkiew prawosławna w Kijowie, w obrębie kompleksu ławry Peczerskiej.

## Historia
Berestowo było w średniowieczu posiadłością Włodzimierza Wielkiego i jego następców. Pierwsza wzmianka o klasztorze prawosławnym w tym miejscu pochodzi z 1073. Nie jest jednak dokładnie ustalone, kiedy powstał zachowany do dziś obiekt; najczęściej wskazuje się okres 1123–1125 ze względu na podobieństwa architektoniczne pomiędzy budynkiem w Berestowie a datującymi się z tych lat zabudowaniami klasztornymi na terenie Perejasławia.
Cerkiew poważnie ucierpiała w czasie najazdów: w 1240 spustoszyły ją wojska Batu-chana, a w 1482 – chana Mengli Gireja. Po tej ostatniej napaści została zrujnowana i po prowizorycznej adaptacji nabożeństwa zaczęli odprawiać w niej dopiero unici po 1596 r. Unici przekazali cerkiew prawosławnym w 1631 r., jednak cerkiew nie była użytkowana, ponieważ znajdowała się w zaawansowanej ruinie. Po 1638 r. z inicjatywy metropolity Piotra Mohyły cerkiew została odbudowana i przebudowana w stylu barokowym wg planów i udziale włoskiego architekta Octaviano Manciniego, na co wskazuje identyczność zastosowanych postgotyckich rozwiązań w nowo wzniesionym sanktuarium na Berestowie i w kościołach katolickich w Złotym Potoku i Podhajcach. W szczególności widać to przy zastosowaniu „gotyzacji” sklepień, identycznych profilach żeber, wspornikach sklepiennych. Prace nad budową murów zakończono w 1640 r., a w 1643 r. Piotr Mohyła dokonał poświęcenia cerkwi. Nowo powstały obiekt w bardzo niewielkim stopniu przypominał oryginalną świątynię, z której zachowano jedynie narteks.
Obiekt przeszedł przebudowę w latach 50. XVIII wieku, jednak zachowano pochodzące z XVII wieku sanktuarium z absydą z dwoma pastoforiami po bokach. W 1909 na skutek prac nadzorowanych przez znanego konserwatora zabytków Pokryszkina cerkiew odzyskała część cech średniowiecznych. Odkryto wówczas fundamenty niezachowanych absyd oraz część fresków ukrytych pod późniejszą dekoracją stiukową. W 1947 na miejscu domniemanego grobu Jerzego Dołgorukiego wzniesiono imponujący granitowy sarkofag według projektu P. Ostapenki.
Od lat 70. XX w. cerkiew pełni funkcje muzealne, chociaż odbywają się w niej również nabożeństwa (tylko w niedzielę).
W 2017 r. ogłoszono początek prac nad renowacją cerkwi, które mają zostać sfinansowane ze środków prywatnego ofiarodawcy.

## Architektura
Cerkiew nie zachowała się w całości do naszych czasów. W momencie oddania do użytku miała trzy nawy, trzy absydy i najprawdopodobniej trzy cebulaste kopuły. Na południowej ścianie obiektu, pod wieżą, znajdowała się galeria przeznaczona dla księcia i jego rodziny. Wejście do cerkwi prowadziło przez narteks położony od zachodu. Obiekt wyróżniał się również bogatą dekoracją zewnętrzną w postaci fryzów, reliefów i blend. Został całkowicie wzniesiony z cegły.
Po rekonstrukcji dokonanej przez Piotra Mohyłę cerkiew jest mniejsza, jednak zamiast trzech kopuł ma ich pięć, nie zachowała się natomiast żadna z trzech absyd. Z XVII wieku pochodzi natomiast imponujący kompleks fresków z malowidłem przedstawiającym samego metropolitę klęczącego przed Chrystusem. Ikonostas w cerkwi pochodzi z lat 1813–1814 i został wykonany przez Fiodora Korobkę. W tym samym czasie Andrij Meleński wybudował dzwonnicę.